# 1380 w literaturze
Wydarzenia literackie w 1380 roku.

## Zmarli
- Katarzyna ze Sieny, święta Kościoła katolickiego